# Henryk Borcz
Henryk Mieczysław Borcz (ur. 16 grudnia 1949 w Łańcucie) – polski duchowny rzymskokatolicki z tytułem doktora.

## Życiorys
Henryk Borcz urodził się 16 grudnia 1949 w Łańcucie jako syn Ignacego i Franciszki. Został absolwentem Wyższego Seminarium Duchownego w Przemyślu. W 1973 otrzymał święcenia kapłańskie. Ukończył studia na Katolickim Uniwersytecie Lubelskim. Otrzymał stopień doktora. Od 1973 do 1974 był wikariuszem w parafii Podwyższenia Krzyża Świętego w Pysznicy, od 1974 do 1975 proboszczem parafii w Krzakach-Studzieńcu. W 1979 został wykładowcą w macierzystym Wyższym Seminarium Duchownym w Przemyślu. Na przełomie lat 70./80. zaangażował się w działalność opozycyjną w PRL. W 1982 został duszpasterzem oraz prelegentem Duszpasterstwa Rolników w Diecezji Przemyskiej, prowadząc spotkania w wielu miejscowościach regionu. Został dyrektorem Archiwum Archidiecezjalnego w Przemyślu, sędzią Sądu Metropolitalnego w Przemyślu. Jest autorem publikacji dotyczących historii Kościoła. 22 listopada 1999 został mianowany Kapelanem Jego Świątobliwości.

## Odznaczenia
- Krzyż Kawalerski Orderu Odrodzenia Polski (29 listopada 2012, postanowieniem prezydenta RP Bronisława Komorowskiego za wybitne zasługi w działalności na rzecz przemian demokratycznych w Polsce, za osiągnięcia w podejmowanej z pożytkiem dla kraju pracy zawodowej i społecznej)[5].
- Krzyż Wolności i Solidarności (17 września 2018, postanowieniem prezydenta RP Andrzeja Dudy za zasługi na rzecz niepodległości i suwerenności Polski oraz respektowania praw człowieka w Polskiej Rzeczypospolitej Ludowej)[6]